# Пресс-бювар

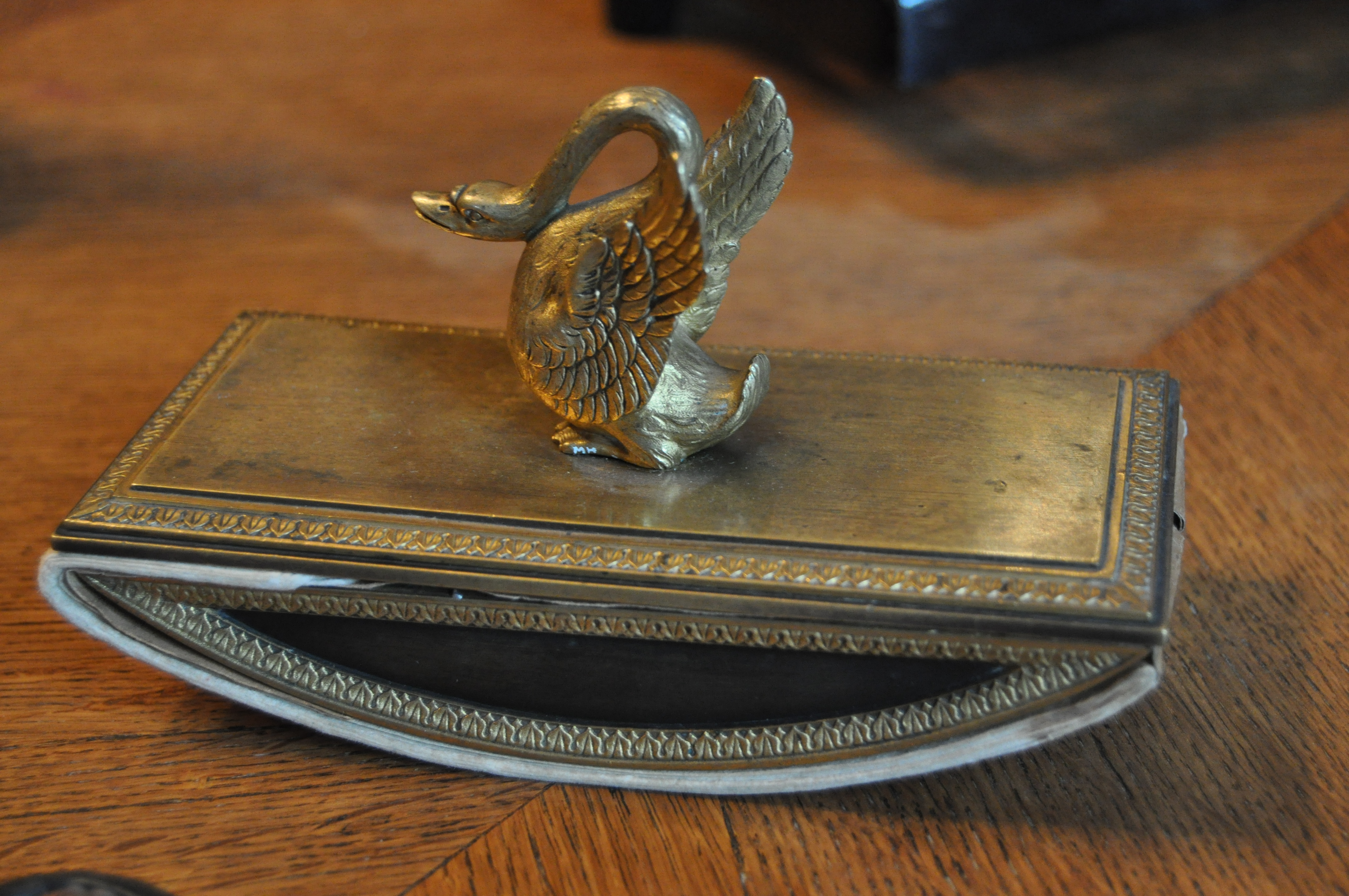
Бронзовый пресс-бювар из дворца Израиля Познаньского в Лодзи

Пресс-бюва́р (фр. buvard, от boire — «пить»: buvant — «пьющий, впитывающий влагу») — канцелярская принадлежность, прибор для удаления лишних чернил при помощи промокательной бумаги (пропускной, бюварной, клякс-папира).
Пресс-бювар состоит из деревянной колодки выпуклой полуовальной формы с гладкой поверхностью, на нижнюю часть которой плотно наклеивается войлок или сукно, на которое накладывается промокательная бумага (бюварная, клякс-папир) и плоской верхней крышки, которые соединяются закрытым головкой винтом по центру. Крышка пресс-бювара и головка винта выполняются как из дерева, так и металла, мрамора, других горных пород и пластика. Пресс-бювар имеет длину в среднем 13—17 сантиметров и ширину 6—8 сантиметров. Часто входил в чернильный прибор.
Как и чернильные наборы, пресс-бювары часто имели богатое оформление. Деревянные пресс-бювары расписывали красками, отделывали выжиганием, резьбой или инкрустацией. Мраморные поверхности пресс-бюваров фрезеровались, шлифовались и полировались.
Пресс-бювар упоминается в романе М. Горького «Жизнь Клима Самгина». Маленьким дамским пресс-бюваром пользуется заглавный герой романа Б. С. Житкова «Виктор Вавич».